# Nestorembiinae
Nestorembiinae – wymarła podrodzina owadów z rzędu nogoprządek i rodziny Alexarasniidae. Jej zapis kopalny pochodzi ze środkowego, a być może także górnego triasu. Skamieniałości jej przedstawicieli znajdowane są na terenie Rosji i Francji.
Małe owady, współcześnie znane wyłącznie z odcisków skrzydeł. Długość wydłużonego przedniego skrzydła wynosiła od 10 do 12,4 mm. Żyłki radialna, medialna i przednia kubitalna rozwidlały się już blisko nasady. Ta ostatnia rozwidlała się nieco wcześniej niż medialna i dawała 4 odgałęzienia, które kończyły daleko przed wierzchołkiem skrzydła i z których drugie było proste. Wszystkie odgałęzienia przedniej żyłki kubitalnej i żyłki medialnej połączone były gładką żyłką otokową, biegnącą blisko i równolegle do krawędzi skrzydła, aż do jego wierzchołka. 
Podrodzinę Nestorembiinae wydzielił w 2015 Dimitrij Szczerbakow. Należą doń dwa monotypowe rodzaje: 
- Palaeomesorthopteron Aristov, Grauvogel-Stamm et Marchal-Papier, 2011
- Nestorembia Shcherbakov, 2015